# Boturovina
Boturovina (izvirno srbsko Ботуровина) je naselje v Srbiji, ki upravno spada pod Mesto Novi Pazar; slednja pa je del Raškega upravnega okraja.

## Demografija
V naselju, katerega izvirno (srbsko-cirilično) ime je Ботуровина, živi 157 polnoletnih prebivalcev, pri čemer je njihova povprečna starost 37,3 let (35,0 pri moških in 39,8 pri ženskah). Naselje ima 63 gospodinjstev, pri čemer je povprečno število članov na gospodinjstvo 3,37.
Prebivalstvo je večinoma nehomogeno, a v času zadnjih treh popisov je opazno zmanjšanje števila prebivalcev.
|  |

| Demografija | Demografija     | Demografija     |
| Leto        | Št. prebivalcev | Št. prebivalcev |
| ----------- | --------------- | --------------- |
|             |                 |                 |
|             |                 |                 |
|             |                 |                 |
|             |                 |                 |
| 1948        | 248             |                 |
| 1953        | 287             |                 |
| 1961        | 321             |                 |
| 1971        | 304             |                 |
| 1981        | 283             |                 |
| 1991        | 229             | 226             |
| 2002        | 225             | 218             |
|             |                 |                 |

| Etnična sestava po popisu iz leta 2002 | Etnična sestava po popisu iz leta 2002 | Etnična sestava po popisu iz leta 2002 | Etnična sestava po popisu iz leta 2002 | Etnična sestava po popisu iz leta 2002 |
| -------------------------------------- | -------------------------------------- | -------------------------------------- | -------------------------------------- | -------------------------------------- |
| Srbi                                   | Srbi                                   |                                        | 120                                    | 55,04%                                 |
| Bošnjaki                               | Bošnjaki                               |                                        | 88                                     | 40,36%                                 |
| Neznano                                | Neznano                                |                                        | 0                                      | 0,0%                                   |